# Katharina Klingelhöfer
Katharina „Käthe“ Klingelhöfer, geborene Nissel, geschiedene Foth (* 8. Februar 1889 in Kiel; † 8. Juni 1977 in Berlin), war eine deutsche Politikerin (SPD).
Katharina Nissel war eine Tochter eines Kanzleirats und besuchte das Margareten-Lyzeum in Berlin-Mitte. Sie studierte Medizin und schloss 1916 das medizinische Staatsexamen ab. Im folgenden Jahr legte sie die Approbation als Ärztin ab und heiratete den jüngst promovierten Nationalökonomen Fritz Foth (SPD). 1918 promovierte sie selbst und ließ sich als praktische Ärztin nieder. 1921 trat sie in die SPD ein. Von 1922 bis 1945 war Klingelhöfer Schulärztin im Bezirk Neukölln. Nach der „Machtergreifung“ der Nationalsozialisten wurde sie im März 1933 aus politischen Gründen entlassen, doch im September desselben Jahres wurde sie wieder eingestellt.

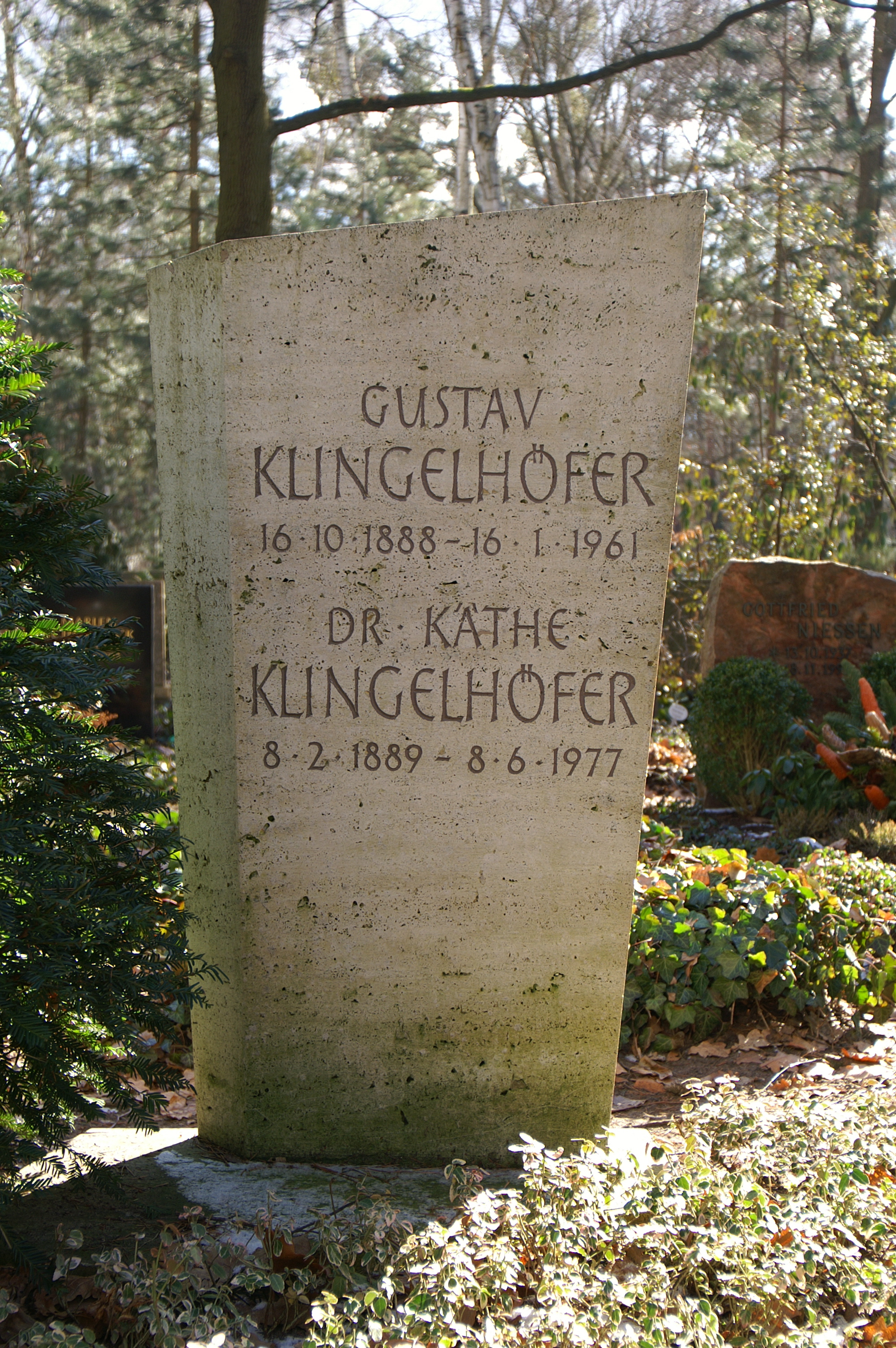
Grab Käthe Klingelhöfers auf dem Waldfriedhof Zehlendorf

Nach dem Zweiten Weltkrieg war Klingelhöfer bis 1947 Referatsleiterin der Deutschen Zentralverwaltung für Gesundheit in der Sowjetischen Besatzungszone (SBZ), anschließend war sie Amtsärztin im Landesgesundheitsamt. Bei der Berliner Wahl 1948 wurde sie in die Stadtverordnetenversammlung von Groß-Berlin gewählt. Bei der folgenden Wahl 1950 wurde sie zunächst in Bezirksverordnetenversammlung im Bezirk Tiergarten gewählt, doch im März 1952 schied Karl Kleikamp aus dem Abgeordnetenhaus von Berlin aus und Klingelhöfer konnte nachrücken. 1954 ging sie in den Ruhestand und schied 1958 aus dem Parlament aus.
Der Berliner Wirtschaftssenator und Bundestagsabgeordnete Gustav Klingelhöfer war seit 1933 ihr zweiter Ehemann.